# Ivo Kortlang

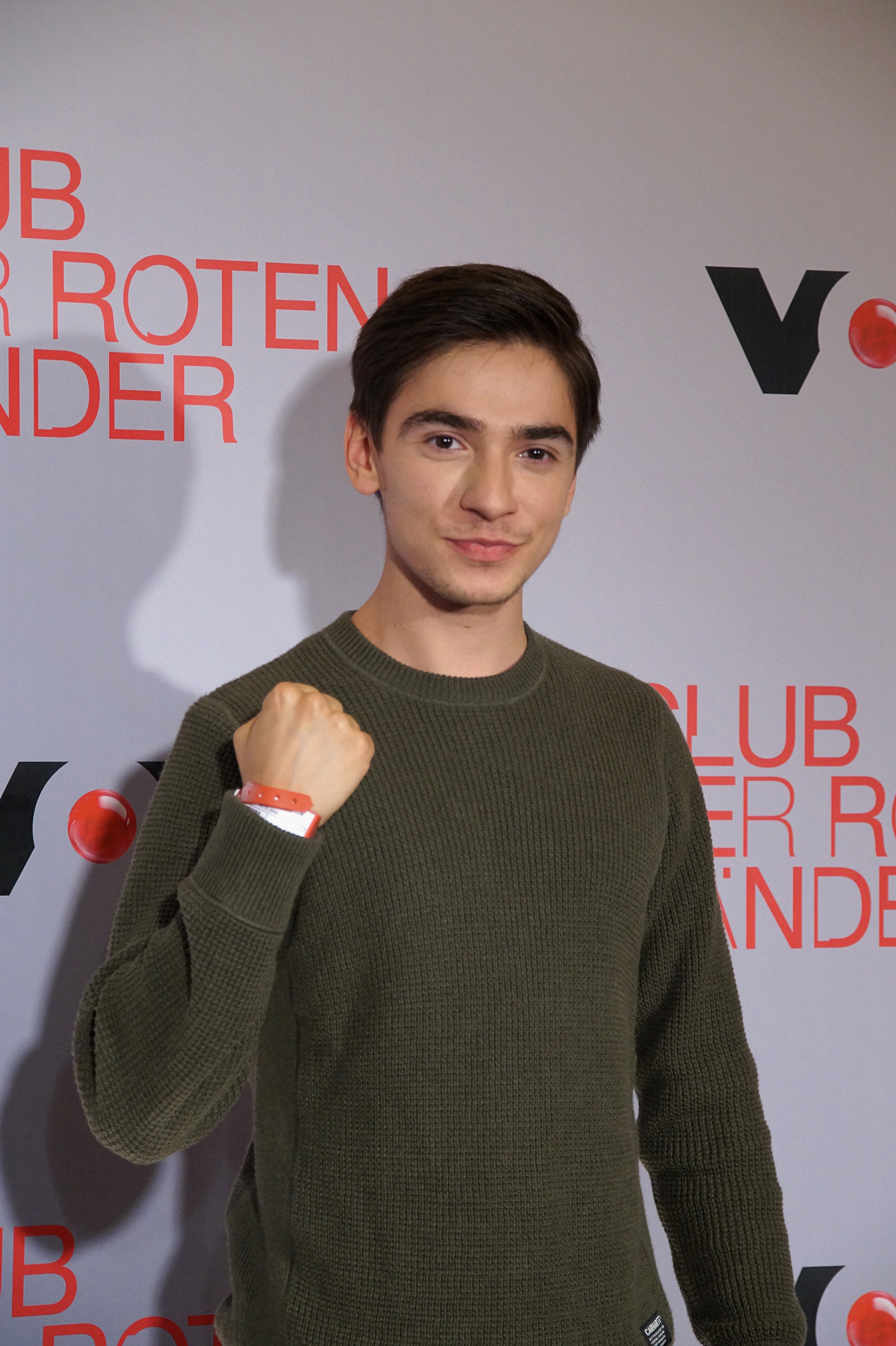
Ivo Kortlang bei der Preview der 2. Staffel Club der roten Bänder, Oktober 2016.

Ivo Kortlang (* 12. Juli 1994 in Weimar) ist ein deutscher Schauspieler. Bekannt wurde er besonders durch die VOX-Serie Club der roten Bänder, in der er Toni spielt.

## Biografie
Kortlang übernahm im Alter von 14 Jahren erste Komparsenrollen und erhielt daraufhin auch kleinere Fernsehrollen. Ab 2010 folgten größere Kinorollen, wie in Ameisen gehen andere Wege, 2013 Doktorspiele oder 2014 Bibi & Tina: Voll verhext!. 2015 war Kortlang in Christian Froschs Drama Von jetzt an kein Zurück zu sehen, welches vielfach ausgezeichnet wurde.
Ab 2015 spielte Kortlang in der VOX-Serie Club der roten Bänder eine der Hauptrollen. Für seine Darstellung des Anton „Toni“ Vogel wurde er 2017 für den Studio Hamburg Nachwuchspreis 2017 nominiert. Im Februar 2019 lief das Prequel zur Serie, Club der roten Bänder – Wie alles begann, in den deutschen Kinos an. Seit 2021 hat Kortlang in der Spin-Off Serie zu Club der roten Bänder, Tonis Welt erneut die Rolle des Toni Vogel inne.

## Filmografie
- 2008: Rosa Roth – Der Fall des Jochen B. (Fernsehreihe) – Regie: Carlo Rola
- 2011: Ameisen gehen andere Wege
- 2013: Die schwarzen Brüder
- 2014: Großstadtrevier (Fernsehserie, Folge 27x14: Ein Schlag ins Gesicht)
- 2014: SOKO 5113 (Fernsehserie, Folge 39x23: Scheiß Schiri)
- 2014: Doktorspiele
- 2014: Von jetzt an kein Zurück
- 2014: Mona kriegt ein Baby
- 2014: Bibi & Tina: Voll verhext!
- 2015: Unter Gaunern (Fernsehserie, Folge 1x02: Die nackte Paula)
- 2015: Die Kleinen und die Bösen
- 2015–2017: Club der roten Bänder (Fernsehserie)
- 2017: Alles Klara (Fernsehserie, Folge 3x15: Mehr Sterne als am Himmel)
- 2017: Der Kriminalist (Fernsehserie, Folge 12x04: Mutter des Sturms)
- 2017: Ellas Baby (Fernsehfilm)
- 2017: Heldt (Fernsehserie, Folge 5x11: Nachbarschaftswache)
- 2019: Club der roten Bänder – Wie alles begann (Kinofilm)
- 2019: Familie Dr. Kleist (Fernsehserie, Folge 9x3: Der Schein trügt)
- 2019: Bettys Diagnose – Liebesbeweise
- 2019, 2023: SOKO Potsdam – Ein bedrohtes Paradies, Brieselanger Licht
- 2020: Fritzie – Der Himmel muss warten
- 2020: Auf dünnem Eis (Fernsehfilm)
- 2020: Das Boot (Sky-Serie Staffel 2)
- seit 2021: Tonis Welt (Spin off zu Club der roten Bänder)
- 2021: Kroymann (Satiresendung, 1 Folge)
- 2022: Alle für Ella
- 2023: Tatort: Nichts als die Wahrheit
- 2023: Und dann steht einer auf und öffnet das Fenster
- 2024: Das Traumschiff: Argentinien